# Dyctidea uhleri
Dyctidea uhleri är en insektsart som beskrevs av Doering 1940. Dyctidea uhleri ingår i släktet Dyctidea och familjen sköldstritar. Inga underarter finns listade i Catalogue of Life.